# Арвеладзе, Элпита Алексеевна
Элпита Алексеевна Арвеладзе (1914 год, Сенакский уезд, Кутаисская губерния, Российская империя — неизвестно, Абашский район, Грузинская ССР) — бригадир колхоза имени Сталина Абашского района, Грузинская ССР. Герой Социалистического Труда (1948). Депутат Верховного Совета Грузинской ССР 2-го созыва.

## Биография
Родилась в 1914 году в крестьянской семье в одном из сельских населённых пунктов Сенакского уезда. С середины 1930-х годов — рядовая колхозница имени Сталина Абашского района. В послевоенные годы возглавляла полеводческую бригаду.
В 1947 году бригада под её руководством собрала в среднем с каждого гектара по 71,2 центнера кукурузы на участке площадью 6 гектаров. Указом Президиума Верховного Совета СССР от 21 февраля 1948 года удостоена звания Героя Социалистического Труда за «получение высоких урожаев кукурузы и пшеницы в 1947 году» с вручением ордена Ленина и золотой медали «Серп и Молот» (№ 771).
Этим же Указом званием Героя Социалистического Труда были награждены председатель колхоза имени Сталина Абашского района Спиридон Филиппович Харебава, бригадир Митрофан Симонович Дзидзигури, звеньевые Иосиф Дианозович Гвалия и Галактион Акакиевич Кучухидзе.
За выдающиеся трудовые результаты по итогам 1948 года была награждена вторым Орденом Ленина.
Избиралась депутатом Верховного Совета Грузинской ССР 2-го созыва (1947—1951).
Проживала в одном из сельских населённых пунктов Абашского района. С 1969 года — персональный пенсионер союзного значения. Будучи пенсионером, трудилась в колхозе до середины 1970-х годов. Дата её смерти не установлена.
Награды
- Герой Социалистического Труда
- Орден Ленина — дважды (1948; 03.05.1949)
- Орден Трудовой Славы 3 степени (14.02.1975)